# Fédération Malienne de Football
Die Fédération Malienne de Football ist der im Jahr 1960 gegründete nationale Fußballverband von Mali. Der Verband organisiert die Spiele der Fußballnationalmannschaft und ist seit 1963 Mitglied im Kontinentalverband CAF sowie seit 1962 Mitglied im Weltverband FIFA. Zudem richtet der Verband die höchste nationale Spielklasse Première Division aus.

## Erfolge
- Fußball-Weltmeisterschaft

Teilnahmen: Keine
- Fußball-Afrikameisterschaft

Teilnahmen: 1972, 1994, 2002, 2004, 2008, 2010, 2012, 2013, 2015